# Heiligenstein
Heiligenstein is een gemeente in het Franse departement Bas-Rhin in de regio Grand Est. De gemeente telde 927 inwoners op 1 januari 2022.

## Geschiedenis
De gemeente maakte deel uit van het arrondissement Sélestat dat in 1974 fuseerde met het arrondissement Erstein tot het arrondissement Sélestat-Erstein.
Heiligenstein maakte deel uit van het kanton Barr tot het op 22 maart 2015 werd opgeheven en de gemeenten werden opgenomen in het kanton Obernai.

## Bezienswaardigheden
In de gemeente ligt het Kasteel van Landsberg. Dit kasteel in romaanse stijl werd in de 12e eeuw gebouwd door de Hohenstaufens. Het diende om de abdijen Andlau en Hohenbourg te beschermen. Het kasteel werd uitgebreid in de 13e eeuw en verbouwd in de 15e eeuw. Van het kasteel rest enkel een ruïne met een vierkante donjon. Het werd beschermd als historisch monument in 1965.

## Geografie
De oppervlakte van Heiligenstein bedraagt 3,99 vierkante kilometer; Op 1 januari 2022 was de bevolkingsdichtheid 232,3 inwoners per km². De gemeente ligt op de oostelijke flank van de Vogezen.

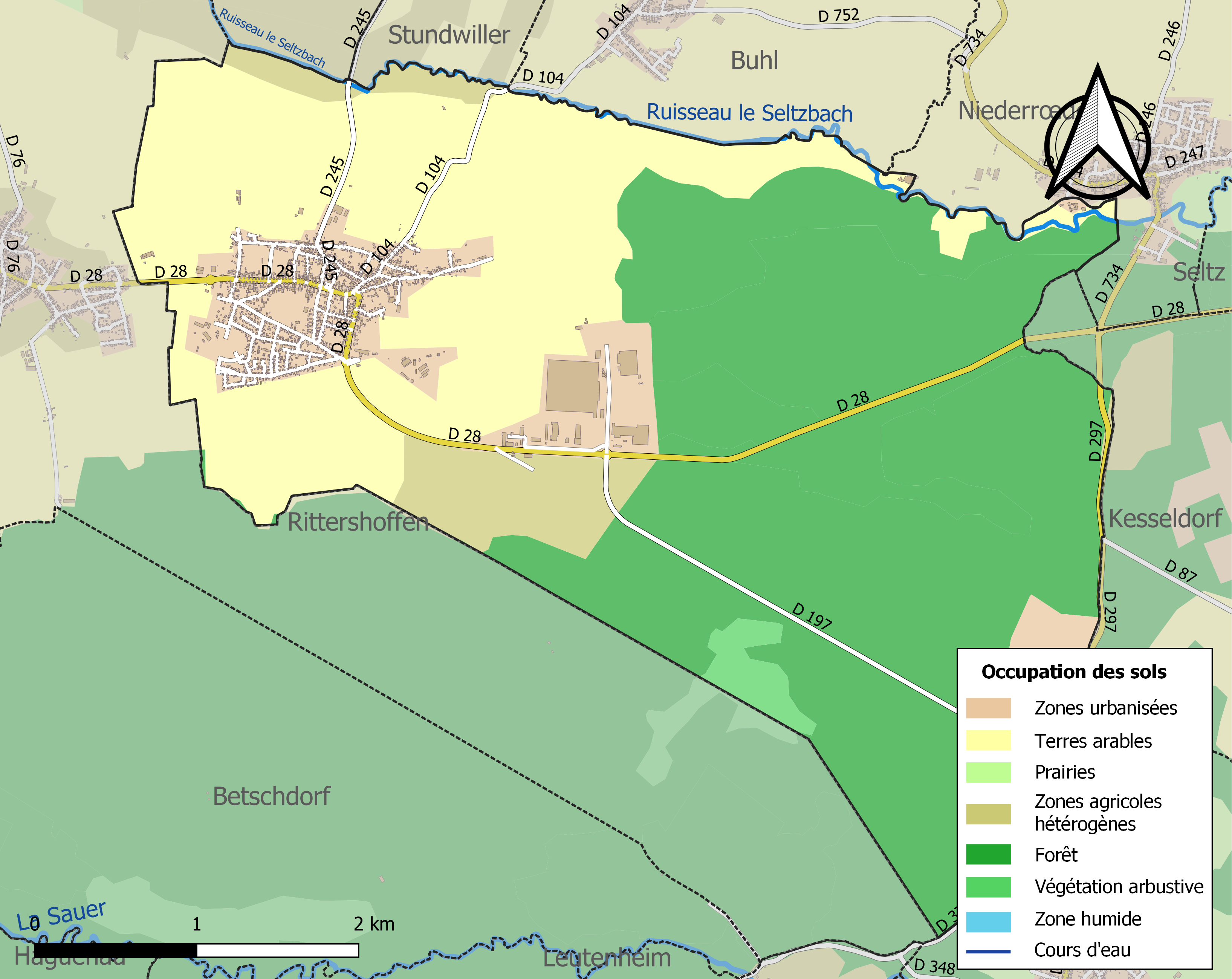
Kaart van de gemeente met de belangrijkste infrastructuur, bodemgebruik en omliggende gemeenten

## Demografie
Onderstaande figuur toont het verloop van het inwonertal.
Andlau · Barr · Bernardvillé · Bernardswiller · Blienschwiller · Bourgheim · Dambach-la-Ville · Eichhoffen · Epfig · Gertwiller · Goxwiller · Heiligenstein · Le Hohwald · Itterswiller · Krautergersheim · Meistratzheim · Mittelbergheim · Niedernai · Nothalten · Obernai · Reichsfeld · Saint-Pierre · Stotzheim · Valff · Zellwiller